# Wolfsegg am Hausruck
Wolfsegg am Hausruck är en ort och kommun i Österrike. Den ligger i distriktet Vöcklabruck i förbundslandet Oberösterreich, 200 kilometer väster om huvudstaden Wien. 
Kommunen består av 18 orter (Ortschaften) (inom parentes invånarantal 1 januari 2024):

- Deisenham (63)
- Friesam (120)
- Gstaudet (17)
- Hauxmoos (60)
- Hueb (86)
- Imling (24)
- Kohlgrube (122)
- Kühnberg (159)
- Litzlfeld (32)
- Schlaugenham (77)
- Schlaugenholz (11)
- Steinpoint (38)
- Unterkienberg (12)
- Waid (21)
- Waidring (37)
- Watzing (71)
- Wilding (24)
- Wolfsegg am Hausruck (991)